# Zamrożenie cen i płac
Zamrożenie cen i płac – narzędzie stosowane w celu powstrzymania procesów inflacyjnych polegające na wprowadzeniu przez państwo okresowego zakazu podwyższania cen i płac. Nie jest ono skutecznym narzędziem, ponieważ walczy z objawami, a nie przyczynami inflacji. Zazwyczaj po zakończeniu okresu zamrożenia ceny i płace mogą rosnąć jeszcze szybciej. 
W gospodarce funkcjonuje również zjawisko zamrożenia płac (bez zamrażania cen). Może być ono wynikiem umowy pomiędzy przedsiębiorcami a pracownikami, którego celem jest powstrzymanie rosnących kosztów produkcji i utrzymanie działalności przedsiębiorstwa.